# Beketal mit Zuflüssen
Beketal mit Zuflüssen este o arie protejată (arie specială de conservare — SAC, sit de importanță comunitară — SCI) din Germania întinsă pe o suprafață de 2.227 ha, integral pe uscat.

## Localizare
Centrul sitului Beketal mit Zuflüssen este situat la coordonatele 53°55′27″N 11°56′50″E / 53.9242°N 11.9472°E.

## Înființare
Situl Beketal mit Zuflüssen a fost declarat sit de importanță comunitară în aprilie 2004 pentru a proteja 9 specii de animale. Situl a fost protejat și ca arie specială de conservare în august 2016.

## Biodiversitate
Situată în ecoregiunea continentală, aria protejată conține 6 habitate naturale: Ape puternic oligomezotrofe cu vegetație bentonică cu Chara spp., Lacuri eutrofice naturale cu vegetație de tip Magnopotamion sau Hydrocharition, Cursuri de apă de la nivel de câmpie la nivel montan, cu vegetație Ranunculion fluitantis și Callitricho-Batrachion, Păduri de fag Asperulo-Fagetum, Mlaștini împădurite, Păduri aluvionare cu Alnus glutinosa și Fraxinus excelsior (Alno-Padion, Alnion incanae, Salicion albae).
La baza desemnării sitului se află mai multe specii protejate:
- mamifere (2): castor (Castor fiber), vidră de râu (Lutra lutra)
- nevertebrate (2): Osmoderma eremita, Vertigo moulinsiana
- pești (5): zvârluga (Cobitis taenia), Lampetra fluviatilis, cicar (Lampetra planeri), țipar (Misgurnus fossilis), boarță (Rhodeus sericeus amarus)